# 小行星4327
小行星4327（英語：4327 Ries）是一颗围绕太阳公转的小行星。1982年5月24日，卡罗琳·舒梅克在帕洛马山发现了此天体。
这颗小行星的绝对星等为277.1413283003248等。